# Concistori di papa Benedetto XIII

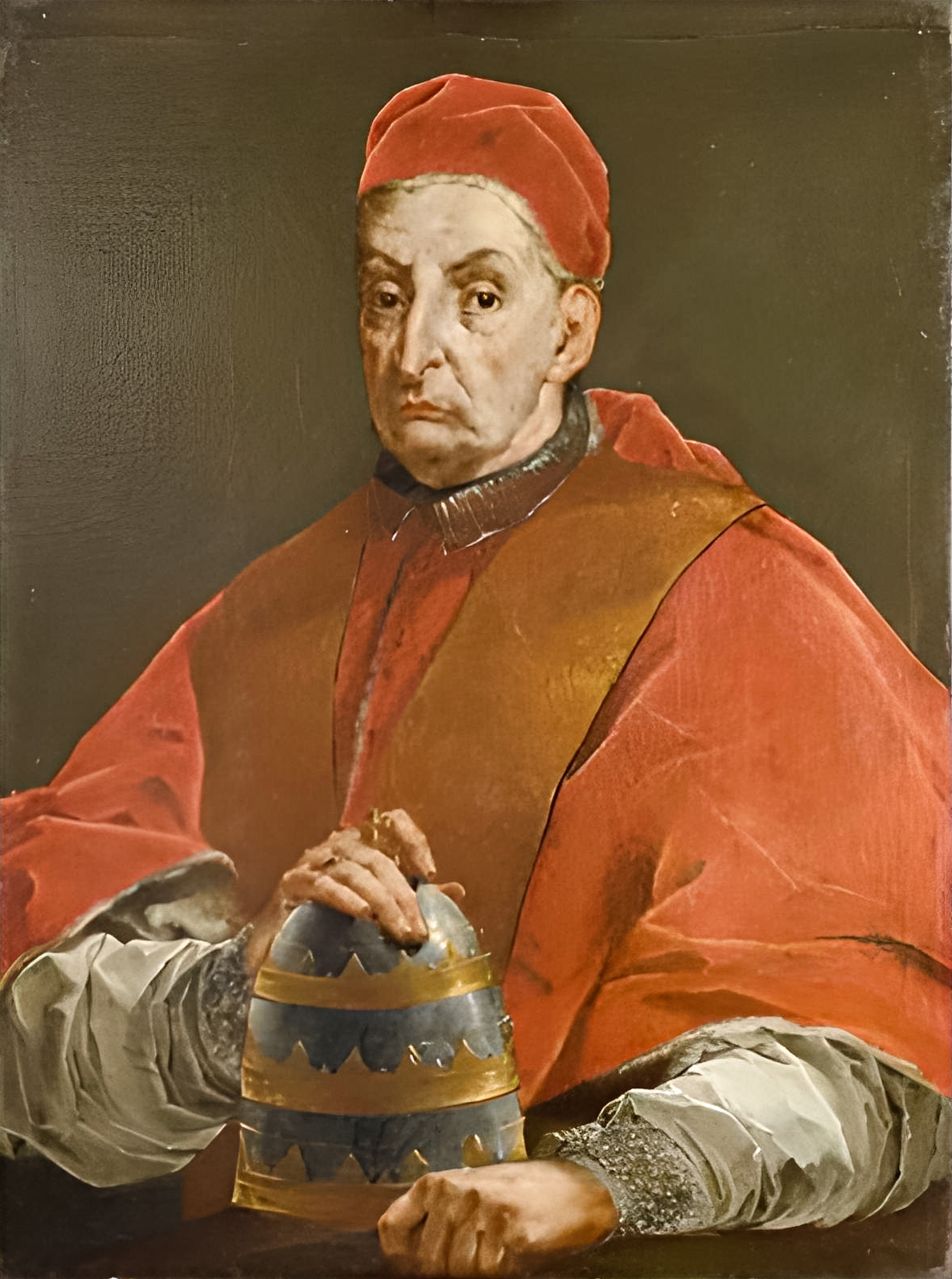
Papa Benedetto XIII

Questa voce raccoglie l'elenco completo dei concistori per la creazione di nuovi cardinali presieduti da papa Benedetto XIII, con l'indicazione di tutti i cardinali creati (29 nuovi cardinali in 12 concistori). I nomi sono posti in ordine di creazione.

## 11 settembre 1724 (I)
- Giovanni Battista Altieri, junior, pronipote di papa Clemente X, arcivescovo titolare di Tiro, decano della Camera Apostolica; creato cardinale presbitero di San Matteo in Merulana (1673-1740)
- Alessandro Falconieri, governatore di Roma e vice-camerlengo di S. R. C.; creato cardinale diacono di Santa Maria della Scala (1657-1734)

## 20 novembre 1724 (II)
- Vincenzo Petra, arcivescovo titolare di Damasco, segretario della S. C. dei Vescovi e dei Regolari; creato cardinale presbitero di Sant'Onofrio (1662-1747)

## 20 dicembre 1724 (III)
- Prospero Marefoschi, arcivescovo titolare di Cesarea di Cappadocia, segretario emerito della S. C. dell'immunità ecclesiastica; creato cardinale presbitero di San Crisogono (1653-1732)
- Agostino Pipia, O. P., vescovo di Osimo, maestro generale del suo Ordine; creato cardinale presbitero di San Sisto (1660-1730)

## 11 giugno 1725 (IV)
- Niccolò Coscia, arcivescovo titolare di Traianopoli di Rodope, cancelliere emerito dell'Arcidiocesi di Benevento; creato cardinale presbitero di Santa Maria in Domnica (1681-1755)
- Niccolò del Giudice, prefetto del Palazzo Apostolico; creato cardinale diacono di Santa Maria ad Martyres (1660-1743)

## 11 settembre 1726 (V)
- André-Hercule de Fleury, vescovo emerito di Fréjus, Capo-Ministro del Regno di Francia; creato cardinale presbitero, non si recò mai a Roma per ricevere il titolo (1653-1743)

## 9 dicembre 1726 (VI)
- Angelo Maria (Gerolamo) Quirini, arcivescovo-vescovo di Brescia; pubblicato cardinale presbitero il 26 novembre 1727, col titolo di Sant'Agostino (1680-1755)
- Niccolò Maria Lercari, arcivescovo titolare di Nazianzo, Segretario di Stato; creato cardinale presbitero dei Santi Giovanni e Paolo (1675-1757)
- Marco Antonio Ansidei, arcivescovo-vescovo di Perugia; pubblicato cardinale presbitero il 26 gennaio 1728, col titolo di San Pietro in Montorio (1671-1730)
- Prospero Lambertini, arcivescovo-vescovo di Ancona e Numana; pubblicato cardinale presbitero il 30 aprile 1728, col titolo di Santa Croce in Gerusalemme (1675-1758); poi eletto papa con il nome di Benedetto XIV il 17 agosto 1740
- Francesco Antonio Finy, arcivescovo titolare di Damasco, vescovo emerito di Avellino e Frigento; pubblicato cardinale presbitero il 26 gennaio 1728, col titolo di Santa Maria in Via (1669-1743)
- Lorenzo Cozza, O.F.M.Obs., ministro generale del suo Ordine, Custode di Terra Santa; creato cardinale presbitero di San Lorenzo in Panisperna (1654-1729)
- Gregorio Selleri, consultore della S. C. dei Riti e della S. C. dell'Indice; pubblicato cardinale presbitero il 30 aprile 1728, col titolo di Sant'Agostino (1654-1729)
- Antonio Banchieri, governatore di Roma e vice-camerlengo di S. R. C.; pubblicato cardinale diacono il 30 aprile 1728, con la diaconia di San Nicola in Carcere (1667-1733)
- Carlo Collicola, tesoriere generale della Camera Apostolica; pubblicato cardinale diacono il 30 aprile 1728, con la diaconia di Santa Maria in Portico (1682-1730)

## 26 novembre 1727 (VII)
- Diego de Astorga y Céspedes, arcivescovo di Toledo; creato cardinale presbitero, non si recò mai a Roma per ricevere il titolo (1666-1734)
- Sigismund von Kollonitz, arcivescovo di Vienna; creato cardinale presbitero dei Santi Marcellino e Pietro  (1676-1751)
- Philipp Ludwig von Sinzendorf, vescovo di Győr; creato cardinale presbitero, ricevette il titolo di Santa Maria sopra Minerva, solo il 14 agosto 1730 (1699-1747)
- João da Motta e Silva, canonico della chiesa collegiata di São Tomé; creato cardinale presbitero, non si recò mai a Roma per ricevere il titolo (1685-1747)

## 30 aprile 1728 (VIII)
- Vincenzo Ludovico Gotti, patriarca titolare di Gerusalemme dei Latini; creato cardinale presbitero di San Pancrazio fuori le mura (1664-1742)
- Leandro di Porcia, vescovo di Bergamo; creato cardinale presbitero di San Girolamo degli Schiavoni (1673-1740)

## 20 settembre 1728 (IX)
- Pierluigi Carafa, arcivescovo titolare di Larissa di Tessaglia, segretario della S. C. dei Vescovi e dei Regolari; creato cardinale presbitero di San Lorenzo in Panisperna  (1677-1755)
- Giuseppe Accoramboni, vescovo di Imola; creato cardinale presbitero di Santa Maria in Traspontina (1672-1747)

## 23 marzo 1729 (X)
- Camillo Cibo, patriarca titolare di Costantinopoli dei Latini; creato cardinale presbitero di Santo Stefano al Monte Celio (1681-1743)

## 6 luglio 1729 (XI)
- Francesco Scipione Maria Borghese, arcivescovo titolare di Traianopoli di Rodope, prefetto del Palazzo Apostolico; creato cardinale presbitero di San Pietro in Montorio (1697-1759)
- Carlo Vincenzo Maria Ferreri Thaon, vescovo di Alessandria; creato cardinale diacono di Santa Maria in Via (1682-1742)

## 8 febbraio 1730 (XII)
- Alamanno Salviati, presidente della Legazione di Urbino; creato cardinale presbitero di Santa Maria in Ara Coeli (1669-1733)

## Fonti
- (EN) Current and historical information about the Bishops and Dioceses of the Catholic Hierarchy around the world, su catholic-hierarchy.org.